# 第26钢琴奏鸣曲 (贝多芬)

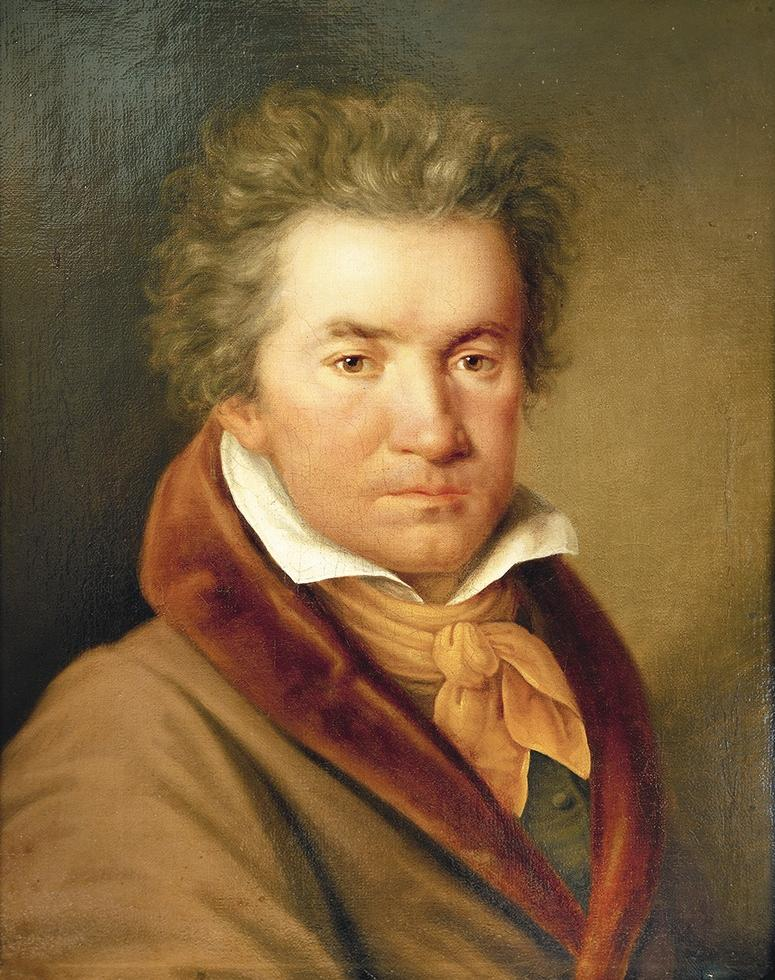
1815年的贝多芬

《降E大调第26钢琴奏鸣曲》，作品81a，别称《告别奏鸣曲》（法語：Les Adieux），是路德维希·范·贝多芬于1809至1810年间创作的钢琴奏鸣曲。
“告别”暗示了这部作品的标题音乐性质。1809年，拿破仑率领的法国军队进攻维也纳，迫使贝多芬的资助人鲁道夫大公逃离该城。贝多芬因此写下该曲，并为三个乐章命名为“告别”“不在”和“重逢”。1811年该曲发表时，题献为“在殿下出发时，为敬爱的鲁道夫大公所作”。
告别奏鸣曲是连接贝多芬中期和晚期作品的桥梁，这其后的作品中，贝多芬更多地表现出深沉而非激烈的情感。因为要表现出乐曲中承载的深情，告别奏鸣曲也被认为是贝多芬的钢琴奏鸣曲中最难演奏的曲目之一。而最后一个乐章的演奏也具有一定技术上的挑战性。

## 结构

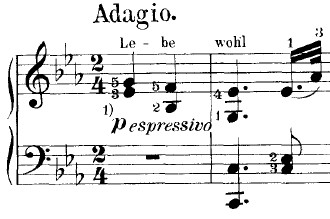
作品的前两个小节，主题的三个音符上方记有德语“告别”（Le - be wohl）的音节

这部乐曲由三个乐章构成，每个乐章都有德语和法语标题。后两个乐章的速度标记由于较为特殊而采用了德语：
1. 告别：慢板-快板
2. 不在：充满感情的行板（德語：In gehender Bewegung, doch mit viel Ausdruck）
3. 重逢：极其活泼地（德語：Im lebhaftesten Zeitmaße）

演奏这部作品平均需要17分钟左右。

### 第一乐章：告别
该乐章以
拍慢板开始，奏出一个由三个和弦构成的简单动机，对应德语单词“告别”（Le-be-wohl）的三个音节。随后的第一和第二两组主题都在此动机上展开。当引子结束而呈示部开始时，转为
拍的快板。该乐章在不安的第一主题和抒情的第二主题之间徘徊。第一主题中两短音加一长音的节奏在发展部里进一步发展成为丰富的和谐与不和谐音，更加接近贝多芬晚期作品的风格。这一乐章的尾声非常长，占据了整个乐章十分之三的长度，营造出离别时的不舍氛围。该乐章长约7分多钟。

### 第二乐章：不在
该乐章中，充满感情的行板建立在和弦和花音的变奏之上。由于这一乐章表现出了丰富的感情，因此常以伸缩处理的手法演奏。主题元素在这一乐章不断重复，营造出担心无法重逢的不安氛围。第二乐章在最后转调为降B大调并直接进入第三乐章，迎来重逢之时。该乐章长约4分钟。

### 第三乐章：重逢
终章依旧采用奏鸣曲式，
拍，在降B大调上欢快地开始。在引子表现出重逢的错愕之后，右手奏出第一主题，随后又变换到左手，并重复两次。第二主题开始前有一个过渡段，引出一个从降G大调到F大调的乐句，奏出由强渐弱的琶音。该乐章长约6分钟。